# يوم البيبرو
يوم البيبرو (بالإنجليزية: Pepero Day)‏ هو احتفال سنوي يحتفل به في كوريا الجنوبية في 11 نوفمبر من كل عام، ويتضمن تبادل أو تقديم حلوى البيبرو، وهي أعواد بسكويت مغطاة بالشوكولاتة؛ بهدف إظهار المودة للأصدقاء والأحباء. يُحتفل به في هذا اليوم نظرًا لتشابه أعواد البيبرو مع التاريخ المختصر 11/11.

## التاريخ
يُعتقد أن أصول هذا اليوم تعود إلى قصة إخبارية نشرت في عام 1983، حيث تبادلت طالبتان في مدرسة متوسطة بمنطقة يونغنام حلوى البيبرو وتمنتا أن تصبحا طويلتين ونحيلتين. ومع ذلك، هناك بعض الشكوك حول هذه القصة.
يعتقد بعض الأشخاص أن الأصل يعود إلى شكل الرقم 1 في التاريخ (11 نوفمبر) الذي يشبه أعواد البيبرو، بينما ينسب آخرون التشابه في الأشكال إلى العوامل التي ساعدت في شهرة اليوم ولكنها ليست مصدره.
انتشرت الفكرة القائلة بأنه لتحقيق أفضل نتائج للطول والنحافة، يجب تناول 11 عبوة من البيبرو في 11 نوفمبر، في الساعة 11:11 صباحًا و11:11 مساءً بالضبط عند الثانية 11. ومنذ عام 1997، بدأت شركة لوتي في استخدام القصة المدرسية المذكورة للترويج ليوم البيبرو بنجاح. وقد أسهمت هذه الفكرة في دفع شركات أخرى لإنتاج حلويات مشابهة في الشكل للمشاركة في الاحتفال بيوم البيبرو.